# ラグビーワールドカップ2019のスコッド
ラグビーワールドカップ2019は、2019年9月20日から11月2日まで日本で開催された。20チームが出場し、31人で構成され、大会開始直前にスコッドが発表された。
年齢とキャップ数は、大会初日である2019年9月20日時点である。

## 概略
| チーム           | ヘッドコーチ             | 主将                         |
| ---------------- | ------------------------ | ---------------------------- |
| アルゼンチン     | マリオ・レデスマ         | パブロ・マテーラ             |
| オーストラリア   | マイケル・チェイカ       | マイケル・フーパー           |
| カナダ           | キングスリー・ジョーンズ | タイラー・アードロン         |
| イングランド     | エディー・ジョーンズ     | オーウェン・ファレル         |
| フィジー         | ジョン・ミッキー         | ドミニコ・ワンガニンブロトゥ |
| フランス         | ジャック・ブルネル       | ギエム・ギラド               |
| ジョージア       | ミルトン・ヘイグ         | メラブ・シャリカゼ           |
| アイルランド     | ジョー・シュミット       | ローリー・ベスト             |
| イタリア         | コナー・オーシア         | セルジオ・パリセ             |
| 日本             | ジェイミー・ジョセフ     | リーチマイケル               |
| ナミビア         | フィリップ・デーヴィス   | ヨハン・ディーゼル           |
| ニュージーランド | スティーブ・ハンセン     | キーラン・リード             |
| ロシア           | リー・ジョーンズ         | ヴァシリー・アルテミエフ     |
| サモア           | スティーブ・ジャクソン   | ジャック・ラム               |
| スコットランド   | グレガー・タウンゼンド   | スチュアート・マッキナリー   |
| 南アフリカ共和国 | ラシー・エラスムス       | シヤ・コリシ                 |
| トンガ           | トウタイ・ケフ           | シアレ・ピウタウ             |
| アメリカ合衆国   | ギャリー・ゴールド       | ブレイン・スカリー           |
| ウルグアイ       | エステバン・メネセス     | フアン・マヌエル・ガミナラ   |
| ウェールズ       | ウォーレン・ガットランド | アラン・ウィン・ジョーンズ   |

## プール A

### アイルランド
2019年9月2日現在
1 9月29日、ジャック・コナンが練習中の足の怪我で離脱。ジョーディ・マーフィーが追加召集
210月16日、ショーン・クローニンの離脱に伴ってロブ・ハーリングが追加召集
ヘッドコーチ:  ジョー・シュミット
| 選手                       | ポジション     | 誕生日 (年齢)          | キャップ | チーム     |
| -------------------------- | -------------- | ---------------------- | -------- | ---------- |
| ローリー・ベスト ()        | フッカー       | 1982年8月15日（37歳）  | 120      | アルスター |
| ショーン・クローニン2      | フッカー       | 1986年5月6日（33歳）   | 70       | レンスター |
| ニール・スカネル           | フッカー       | 1992年4月8日（27歳）   | 16       | マンスター |
| ロブ・ハーリング2          | フッカー       | 1990年4月27日（29歳）  | 7        | アルスター |
| タイグ・ファーロング       | プロップ       | 1992年11月14日（26歳） | 36       | レンスター |
| キアン・ヒーリー           | プロップ       | 1987年10月7日（31歳）  | 91       | レンスター |
| デイヴ・キルコイン         | プロップ       | 1988年12月14日（30歳） | 31       | マンスター |
| アンドリュー・ポーター     | プロップ       | 1996年1月16日（23歳）  | 18       | レンスター |
| ジョン・ライアン           | プロップ       | 1988年8月2日（31歳）   | 20       | マンスター |
| タイグ・バーン             | ロック         | 1992年1月8日（27歳）   | 8        | マンスター |
| イアン・ヘンダーソン       | ロック         | 1992年2月21日（27歳）  | 48       | アルスター |
| ジーン・クライン           | ロック         | 1993年8月26日（26歳）  | 3        | マンスター |
| ジェームズ・ライアン       | ロック         | 1996年7月24日（23歳）  | 19       | レンスター |
| ジャック・コナン1          | バックロー     | 1992年7月29日（27歳）  | 16       | レンスター |
| ジョーディ・マーフィー1    | バックロー     | 1991年4月22日（28歳）  | 29       | アルスター |
| ピーター・オマホニー       | バックロー     | 1989年9月17日（30歳）  | 59       | マンスター |
| リース・ラドック           | バックロー     | 1990年11月13日（28歳） | 23       | レンスター |
| CJ・スタンダー             | バックロー     | 1990年4月5日（29歳）   | 33       | マンスター |
| ジョシュ・バンダーフリアー | バックロー     | 1993年4月25日（26歳）  | 19       | レンスター |
| ルーク・マクグラス         | スクラムハーフ | 1993年2月3日（26歳）   | 14       | レンスター |
| コナー・マレー             | スクラムハーフ | 1989年4月20日（30歳）  | 77       | マンスター |
| ジョーイ・カーベリー       | フライハーフ   | 1995年11月1日（23歳）  | 19       | マンスター |
| ジャック・カーティー       | フライハーフ   | 1992年8月31日（27歳）  | 7        | コナート   |
| ジョナサン・セクストン     | フライハーフ   | 1985年7月11日（34歳）  | 84       | レンスター |
| バンディー・アキ           | センター       | 1990年4月7日（29歳）   | 20       | コナート   |
| クリス・ファレル           | センター       | 1993年3月16日（26歳）  | 7        | マンスター |
| ロビー・ヘンショー         | センター       | 1993年6月12日（26歳）  | 38       | レンスター |
| ギャリー・リングローズ     | センター       | 1995年1月26日（24歳）  | 24       | レンスター |
| アンドリュー・コンウェイ   | ウイング       | 1991年7月11日（28歳）  | 15       | マンスター |
| キース・アールズ           | ウイング       | 1987年10月2日（31歳）  | 78       | マンスター |
| ジェイコブ・ストックデイル | ウイング       | 1996年4月6日（23歳）   | 21       | アルスター |
| ロブ・カーニー             | フルバック     | 1986年3月26日（33歳）  | 92       | レンスター |
| ジョーダン・ラーマー       | フルバック     | 1997年6月10日（22歳）  | 16       | レンスター |

### 日本
メンバーリストは「ラグビーワールドカップ2019 日本代表」も参照。
8月29日現在
ヘッドコーチ:  ジェイミー・ジョセフ
| 選手                           | ポジション     | 誕生日 (年齢)          | キャップ | チーム                                       |
| ------------------------------ | -------------- | ---------------------- | -------- | -------------------------------------------- |
| 堀江翔太                       | フッカー       | 1986年1月21日（33歳）  | 61       | パナソニックワイルドナイツ                   |
| 北出卓也                       | フッカー       | 1992年9月14日（27歳）  | 1        | サントリーサンゴリアス                       |
| 坂手淳史                       | フッカー       | 1993年6月21日（26歳）  | 17       | パナソニックワイルドナイツ                   |
| ヴァルアサエリ愛               | プロップ       | 1989年5月7日（30歳）   | 9        | パナソニックワイルドナイツ                   |
| 稲垣啓太                       | プロップ       | 1990年6月2日（29歳）   | 29       | パナソニックワイルドナイツ                   |
| 具智元                         | プロップ       | 1994年7月20日（25歳）  | 8        | Honda HEAT                                   |
| 木津悠輔                       | プロップ       | 1995年12月2日（23歳）  | 3        | トヨタ自動車ヴェルブリッツ                   |
| 中島イシレリ                   | プロップ       | 1989年7月9日（30歳）   | 3        | 神戸製鋼コベルコスティーラーズ               |
| ヘルウヴェ                     | ロック         | 1990年7月12日（29歳）  | 14       | ヤマハ発動機ジュビロ                         |
| ジェームス・ムーア             | ロック         | 1993年6月11日（26歳）  | 3        | 宗像サニックスブルース                       |
| トンプソンルーク               | ロック         | 1981年4月16日（38歳）  | 67       | 近鉄ライナーズ                               |
| ヴィンピー・ファンデルヴァルト | ロック         | 1989年1月6日（30歳）   | 12       | NTTドコモレッドハリケーンズ                  |
| 姫野和樹                       | バックロー     | 1994年7月27日（25歳）  | 12       | トヨタ自動車ヴェルブリッツ                   |
| リーチマイケル ()              | バックロー     | 1988年10月7日（30歳）  | 63       | 東芝ブレイブルーパス                         |
| ピーター・ラブスカフニ         | バックロー     | 1989年1月11日（30歳）  | 3        | クボタスピアーズ                             |
| アマナキ・レレィ・マフィ       | バックロー     | 1990年1月21日（29歳）  | 25       | NTTコミュニケーションズ シャイニングアークス |
| 德永祥尭                       | バックロー     | 1992年4月10日（27歳）  | 12       | 東芝ブレイブルーパス                         |
| ツイヘンドリック               | バックロー     | 1987年12月13日（31歳） | 44       | サントリーサンゴリアス                       |
| 流大                           | スクラムハーフ | 1992年9月4日（27歳）   | 19       | サントリーサンゴリアス                       |
| 茂野海人                       | スクラムハーフ | 1990年11月21日（28歳） | 10       | トヨタ自動車ヴェルブリッツ                   |
| 田中史朗                       | スクラムハーフ | 1985年1月3日（34歳）   | 70       | キヤノンイーグルス                           |
| 松田力也                       | フライハーフ   | 1994年5月3日（25歳）   | 20       | パナソニックワイルドナイツ                   |
| 田村優                         | フライハーフ   | 1989年1月9日（30歳）   | 57       | キヤノンイーグルス                           |
| ラファエレティモシー           | センター       | 1991年8月19日（28歳）  | 18       | 神戸製鋼コベルコスティーラーズ               |
| 中村亮土                       | センター       | 1991年6月3日（28歳）   | 19       | サントリーサンゴリアス                       |
| ウィリアム・トゥポウ           | センター       | 1990年7月20日（29歳）  | 10       | コカ・コーラレッドスパークス                 |
| 福岡堅樹                       | ウイング       | 1992年9月7日（27歳）   | 34       | パナソニックワイルドナイツ                   |
| レメキロマノラヴァ             | ウイング       | 1989年1月30日（30歳）  | 11       | Honda HEAT                                   |
| アタアタ・モエアキオラ         | ウイング       | 1996年2月6日（23歳）   | 4        | 神戸製鋼コベルコスティーラーズ               |
| 松島幸太朗                     | フルバック     | 1993年2月26日（26歳）  | 34       | サントリーサンゴリアス                       |
| 山中亮平                       | フルバック     | 1988年6月22日（31歳）  | 13       | 神戸製鋼コベルコスティーラーズ               |

### ロシア
9月1日現在
ヘッドコーチ:  リー・ジョーンズ
| 選手                         | ポジション     | 誕生日 (年齢)          | キャップ | チーム               |
| ---------------------------- | -------------- | ---------------------- | -------- | -------------------- |
| セルゲイ・チェルニシェフ     | フッカー       | 1988年5月13日（31歳）  | 10       | Slava Moscow         |
| エブゲニー・マトヴェーエフ   | フッカー       | 1985年4月15日（34歳）  | 58       | VVAポドルスク        |
| スタニスラフ・セルスキー     | フッカー       | 1991年9月2日（28歳）   | 35       | エニセイSTM          |
| アザマト・ビティエフ         | プロップ       | 1989年12月9日（29歳）  | 19       | クラスニヤール       |
| キリル・ゴトフツェフ         | プロップ       | 1987年7月17日（32歳）  | 3        | クラスニヤール       |
| ヴァレリー・モロゾフ         | プロップ       | 1994年9月21日（24歳）  | 17       | セール・シャークス   |
| ウラジーミル・ポドレゾフ     | プロップ       | 1994年1月27日（25歳）  | 25       | VVAポドルスク        |
| アンドレイ・ポリヴァロフ     | プロップ       | 1986年8月9日（33歳）   | 25       | VVAポドルスク        |
| エフゲニー・エルギン         | ロック         | 1987年3月10日（32歳）  | 24       | エニセイSTM          |
| ボグダン・フェドトコ         | ロック         | 1994年9月22日（24歳）  | 20       | クラスニヤール       |
| アンドリー・ガルブゾフ       | ロック         | 1983年8月7日（36歳）   | 94       | クラスニヤール       |
| アンドレイ・オストリコフ     | ロック         | 1987年7月2日（32歳）   | 33       | FCグルノーブル       |
| タギール・ガジエフ           | バックロー     | 1994年3月29日（25歳）  | 27       | Kuban                |
| ヴィクトル・グレセフ         | バックロー     | 1986年3月31日（33歳）  | 98       | クラスニヤール       |
| ロマン・ホディン             | バックロー     | 1993年9月6日（26歳）   | 4        | Kuban                |
| アントン・シチェフ           | バックロー     | 1994年2月5日（25歳）   | 14       | Metallurg            |
| ニキータ・ワビリン           | バックロー     | 1994年5月13日（25歳）  | 10       | Slava Moscow         |
| ヴィタリー・ジワトフ         | バックロー     | 1992年2月16日（27歳）  | 9        | VVAポドルスク        |
| ヴァシリー・ドロフェエフ     | スクラムハーフ | 1990年8月6日（29歳）   | 22       | クラスニヤール       |
| ドミトリー・ペロフ           | スクラムハーフ | 1984年11月18日（34歳） | 10       | VVAポドルスク        |
| ラミーリ・ガイシン           | フライハーフ   | 1991年7月26日（28歳）  | 44       | エニセイSTM          |
| ユーリ・クシュナレフ         | フライハーフ   | 1985年6月6日（34歳）   | 109      | クラスニヤール       |
| セルゲイ・ヤンユシュキン     | フライハーフ   | 1986年11月16日（32歳） | 15       | ロコモティブ・ペンザ |
| イゴール・ガリノフスキー     | センター       | 1985年11月8日（33歳）  | 49       | クラスニヤール       |
| ドミトリー・ゲラシモフ       | センター       | 1988年4月16日（31歳）  | 64       | エニセイSTM          |
| キリル・ゴロスニツキー       | センター       | 1994年5月30日（25歳）  | 9        | クラスニヤール       |
| ウラジーミル・オストロウシコ | センター       | 1986年9月30日（32歳）  | 46       | Kuban                |
| ゲルマン・ダビドフ           | ウイング       | 1994年3月10日（25歳）  | 17       | VVAポドルスク        |
| デニス・シンプリケヴィッチ   | ウイング       | 1991年3月11日（28歳）  | 28       | エニセイSTM          |
| ウラディスラフ・ソゾノフ     | ウイング       | 1993年10月9日（25歳）  | 8        | VVAポドルスク        |
| ヴァシリー・アルテミエフ ()  | フルバック     | 1987年7月24日（32歳）  | 86       | クラスニヤール       |

### サモア
8月31日現在
1 9月9日、スコット・マルーアが負傷で離脱。ペレ・カウリーが追加召集。
2 9月26日、アファ・アモサがW杯開幕戦にて負傷で離脱。アラマンダ・モトゥンガが追加召集。
ヘッドコーチ:  スティーブ・ジャクソン
| 選手                         | ポジション     | 誕生日 (年齢)          | キャップ | チーム                       |
| ---------------------------- | -------------- | ---------------------- | -------- | ---------------------------- |
| セイララ・ラム               | フッカー       | 1989年2月18日（30歳）  | 13       | USAペルピニャン              |
| モトゥ・マトゥウ             | フッカー       | 1987年4月30日（32歳）  | 21       | ロンドン・アイリッシュ       |
| レイ・ニウア                 | フッカー       | 1991年10月14日（27歳） | 4        | ハイランダーズ               |
| マイケル・アラアラトア       | プロップ       | 1991年8月28日（28歳）  | 1        | クルセイダーズ               |
| ポール・アロエミール         | プロップ       | 1991年12月22日（27歳） | 13       | スタッド・フランセ           |
| ジェームズ・レイ             | プロップ       | 1993年12月16日（25歳） | 10       | ブリストル・ベアーズ         |
| ジョーダン・レイ             | プロップ       | 1992年11月5日（26歳）  | 16       | ブリストル・ベアーズ         |
| ローゴービー・マリポラー     | プロップ       | 1987年3月11日（32歳）  | 30       | ニューカッスル・ファルコンズ |
| ケーン・レウペペ             | ロック         | 1992年12月3日（26歳）  | 6        | ハリケーンズ                 |
| フィロ・パウロ               | ロック         | 1987年11月6日（31歳）  | 34       | 無所属                       |
| セニオ・トレアフォア         | ロック         | 1993年8月26日（26歳）  | 2        | USONヌヴェール               |
| ジョシュ・ティレル           | ロック         | 1990年10月16日（28歳） | 7        | オヨナ                       |
| アファ・アモサ2              | バックロー     | 1990年10月11日（28歳） | 3        | ボルドー・ベグル             |
| ピウア・ファアサレレ         | バックロー     | 1988年1月22日（31歳）  | 18       | USAペルピニャン              |
| TJ・イオアネ                 | バックロー     | 1989年5月9日（30歳）   | 21       | ロンドン・アイリッシュ       |
| ジャック・ラム ()            | バックロー     | 1987年11月18日（31歳） | 35       | 無所属                       |
| アラマンダ・モトゥンガ2      | バックロー     | 1994年9月11日（25歳）  | 1        | Manurewa RFC                 |
| クリス・ブイ                 | バックロー     | 1993年2月11日（26歳）  | 14       | ブリストル・ベアーズ         |
| ペレ・カウリー1              | スクラムハーフ | 1993年4月16日（26歳）  | 12       | Ponsonby                     |
| スコット・マルーア1          | スクラムハーフ | 1993年6月11日（26歳）  | 1        | レッズ                       |
| メラニ・マタヴァオ           | スクラムハーフ | 1995年11月19日（23歳） | 9        | Aana Chiefs                  |
| ドウェイン・ポラタイヴァオ   | スクラムハーフ | 1990年7月30日（29歳）  | 13       | 無所属                       |
| AJ・アラティム               | フライハーフ   | 1993年3月25日（26歳）  | 5        | ウェスタン・フォース         |
| トゥシ・ピシ                 | フライハーフ   | 1982年6月18日（37歳）  | 38       | 豊田自動織機シャトルズ       |
| UJ・セウテニ                 | フライハーフ   | 1993年12月9日（25歳）  | 2        | ボルドー・ベグル             |
| キーロン・フォノティ         | センター       | 1988年2月2日（31歳）   | 9        | スカーレッツ                 |
| レイ・リーロ                 | センター       | 1986年2月28日（33歳）  | 25       | カーディフ・ブルーズ         |
| ヘンリー・タエフ             | センター       | 1993年4月2日（26歳）   | 3        | ウェスタン・フォース         |
| エド・フィドウ               | ウイング       | 1993年9月11日（26歳）  | 8        | ウスター・ウォリアーズ       |
| アラパティ・レイウア         | ウイング       | 1988年9月21日（30歳）  | 27       | ブリストル・ベアーズ         |
| ベルジウム・トゥアタガロア   | ウイング       | 1989年9月19日（30歳）  | 3        | 無所属                       |
| ティム・ナナイ＝ウィリアムズ | フルバック     | 1989年6月12日（30歳）  | 12       | クレルモン・オーヴェルニュ   |
| アーセ・トゥアラ             | フルバック     | 1989年8月23日（30歳）  | 20       | ノーサンプトン・セインツ     |

### スコットランド
9月3日現在
1 9月23日、ハミッシュ・ワトソンがW杯開幕戦での膝の負傷で離脱。マグナス・ブラッドベリーが追加召集。
2 9月24日、アリ・プライスがW杯開幕戦での足の怪我で離脱。ヘンリー・ピルゴスが追加召集。
ヘッドコーチ:  グレガー・タウンゼンド
| 選手                          | ポジション     | 誕生日 (年齢)          | キャップ | チーム                        |
| ----------------------------- | -------------- | ---------------------- | -------- | ----------------------------- |
| フレーザー・ブラウン          | フッカー       | 1989年6月20日（30歳）  | 42       | グラスゴー・ウォリアーズ      |
| スチュアート・マッキナリー () | フッカー       | 1990年8月9日（29歳）   | 29       | エディンバラ                  |
| ジョージ・ターナー            | フッカー       | 1992年10月8日（26歳）  | 8        | グラスゴー・ウォリアーズ      |
| シモン・ベルクハーン          | プロップ       | 1990年12月7日（28歳）  | 22       | エディンバラ                  |
| アラン・デル                  | プロップ       | 1992年3月16日（27歳）  | 25       | ロンドン・アイリッシュ        |
| ザンダー・ファーガソン        | プロップ       | 1996年1月19日（23歳）  | 22       | グラスゴー・ウォリアーズ      |
| WP・ネル                      | プロップ       | 1986年4月30日（33歳）  | 31       | エディンバラ                  |
| ゴードン・リード              | プロップ       | 1987年3月4日（32歳）   | 37       | エアシャー・ブルズ            |
| スコット・カミングス          | ロック         | 1996年12月3日（22歳）  | 4        | グラスゴー・ウォリアーズ      |
| グラント・ギルクリスト        | ロック         | 1990年8月9日（29歳）   | 36       | エディンバラ                  |
| ジョニー・グレイ              | ロック         | 1994年3月14日（25歳）  | 52       | グラスゴー・ウォリアーズ      |
| ベン・トゥーリス              | ロック         | 1992年3月31日（27歳）  | 21       | エディンバラ                  |
| ジョン・バークリー            | バックロー     | 1986年9月25日（32歳）  | 74       | エディンバラ                  |
| マグナス・ブラッドベリー1     | バックロー     | 1995年8月23日（24歳）  | 8        | エディンバラ                  |
| ジェイミー・リッチー          | バックロー     | 1996年8月16日（23歳）  | 12       | エディンバラ                  |
| ブレイド・トムソン            | バックロー     | 1990年12月4日（28歳）  | 2        | スカーレッツ                  |
| ハミッシュ・ワトソン1         | バックロー     | 1991年10月15日（27歳） | 27       | エディンバラ                  |
| ライアン・ウィルソン          | バックロー     | 1989年5月18日（30歳）  | 45       | グラスゴー・ウォリアーズ      |
| ジョージ・ホーン              | スクラムハーフ | 1995年5月12日（24歳）  | 7        | グラスゴー・ウォリアーズ      |
| グレイグ・レイドロー          | スクラムハーフ | 1985年10月12日（33歳） | 73       | ASMクレルモン・オーヴェルニュ |
| アリ・プライス2               | スクラムハーフ | 1993年5月12日（26歳）  | 27       | グラスゴー・ウォリアーズ      |
| ヘンリー・ピルゴス2           | スクラムハーフ | 1989年7月9日（30歳）   | 27       | エディンバラ                  |
| アダム・ヘイスティングス      | フライハーフ   | 1996年10月5日（22歳）  | 14       | グラスゴー・ウォリアーズ      |
| フィン・ラッセル              | フライハーフ   | 1992年9月23日（26歳）  | 46       | ラシン92                      |
| クリス・ハリス                | センター       | 1990年12月28日（28歳） | 10       | グロスター                    |
| ピーター・ホーン              | センター       | 1989年10月5日（29歳）  | 43       | グラスゴー・ウォリアーズ      |
| サム・ジョンソン              | センター       | 1993年6月19日（26歳）  | 6        | グラスゴー・ウォリアーズ      |
| ダンカン・テイラー            | センター       | 1989年9月5日（30歳）   | 23       | サラセンズ                    |
| ダーシー・グレアム            | ウイング       | 1997年6月21日（22歳）  | 7        | エディンバラ                  |
| ショーン・メイトランド        | ウイング       | 1988年9月14日（31歳）  | 42       | サラセンズ                    |
| トミー・シーモア              | ウイング       | 1988年7月1日（31歳）   | 52       | グラスゴー・ウォリアーズ      |
| スチュアート・ホッグ          | フルバック     | 1992年6月24日（27歳）  | 69       | エクセター・チーフス          |
| ブレア・キングホーン          | フルバック     | 1997年1月18日（22歳）  | 15       | エディンバラ                  |

## プール B

### カナダ
9月3日現在
1 9月10日、ジョシュ・ラーセンがテストマッチで負傷離脱。ジャスティン・ブランシェが追加召集。
2 9月27日、ニック・ブレヴィンズ・ベン・ルサージュが離脱。ジュゼッペ・デュトイ・テオ・サウダーが追加召集。
3 10月3日、テイラー・パリスが離脱。カイノア・ロイドが追加召集。 
ヘッドコーチ:  キングスリー・ジョーンズ
| 選手                           | ポジション     | 誕生日 (年齢)          | キャップ | チーム                               |
| ------------------------------ | -------------- | ---------------------- | -------- | ------------------------------------ |
| エリック・ハワード             | フッカー       | 1993年9月5日（26歳）   | 23       | ニューオーリンズ・ゴールド           |
| ブノワ・ピッフェロ             | フッカー       | 1987年5月21日（32歳）  | 24       | Blagnac SCR                          |
| アンドリュー・クワトリン       | フッカー       | 1996年8月29日（23歳）  | 3        | トロント・アローズ                   |
| ヒューバート・バイデンス       | プロップ       | 1982年1月4日（37歳）   | 55       | ニューオーリンズ・ゴールド           |
| ジェイク・イルニッキー         | プロップ       | 1992年2月27日（27歳）  | 36       | シアトル・シーウルブズ               |
| コール・キース                 | プロップ       | 1997年5月7日（22歳）   | 14       | トロント・アローズ                   |
| ジャスティス・シアーズ＝ドゥル | プロップ       | 1994年5月24日（25歳）  | 49       | シアトル・シーウルブズ               |
| マット・ティアニー             | プロップ       | 1996年7月4日（23歳）   | 20       | カストル・オランピック               |
| コナー・キーズ                 | ロック         | 1995年8月2日（24歳）   | 16       | 無所属                               |
| ジョシュ・ラーセン1            | ロック         | 1994年4月4日（31歳）   | 12       | ニューイングランド・フリージャックス |
| エバン・オルムステッド         | ロック         | 1991年2月21日（28歳）  | 31       | 無所属                               |
| マイク・シェパード             | ロック         | 1988年12月20日（30歳） | 8        | トロント・アローズ                   |
| タイラー・アードロン ()        | バックロー     | 1991年6月16日（28歳）  | 34       | チーフス                             |
| カイル・ベイリー               | バックロー     | 1991年4月7日（28歳）   | 28       | ニューオーリンズ・ゴールド           |
| ジャスティン・ブランシェ1      | バックロー     | 1993年8月25日（26歳）  | 6        | 無所属                               |
| ルーク・キャンベル             | バックロー     | 1992年2月10日（27歳）  | 12       | トロント・アローズ                   |
| マット・ヒートン               | バックロー     | 1993年2月9日（26歳）   | 25       | ラグビーATL                          |
| ルーカス・ラムボール           | バックロー     | 1995年8月2日（24歳）   | 32       | トロント・アローズ                   |
| フィル・マック                 | スクラムハーフ | 1985年8月18日（34歳）  | 57       | シアトル・シーウルブズ               |
| ジェイミー・マッケンジー       | スクラムハーフ | 1989年2月28日（30歳）  | 19       | トロント・アローズ                   |
| ゴードン・マクローリー         | スクラムハーフ | 1988年5月12日（31歳）  | 43       | Calgary Hornets                      |
| シェーン・オリアリー           | フライハーフ   | 1993年12月3日（25歳）  | 13       | ノッティンガムRFC                    |
| パトリック・パーフリー         | フライハーフ   | 1991年11月1日（27歳）  | 30       | トロント・アローズ                   |
| ニック・ブレヴィンズ2          | センター       | 1988年11月11日（30歳） | 62       | Calgary Hornets                      |
| ジュゼッペ・デュトイ2          | センター       | 1995年7月29日（29歳）  | 13       | トロント・アローズ                   |
| キアラン・ハーン               | センター       | 1985年12月30日（33歳） | 70       | 無所属                               |
| ベン・ルサージュ2              | センター       | 1995年11月24日（23歳） | 15       | Calgary Canucks                      |
| コナー・トレイナー             | センター       | 1989年5月12日（30歳）  | 34       | USONヌヴェール                       |
| ジェフ・ハスラー               | ウイング       | 1991年8月21日（28歳）  | 24       | シアトル・シーウルブズ               |
| カイノア・ロイド3              | ウイング       | 1994年5月21日（31歳）  | 11       | トロント・アローズ                   |
| テイラー・パリス3              | ウイング       | 1992年10月6日（26歳）  | 27       | カストル・オランピック               |
| DTH・ファン・デル・メルヴァ    | ウイング       | 1986年4月28日（33歳）  | 58       | グラスゴー・ウォリアーズ             |
| アンドリュー・コー             | フルバック     | 1996年4月8日（23歳）   | 11       | Markham Irish                        |
| ピーター・ネルソン             | フルバック     | 1992年10月5日（26歳）  | 4        | 無所属                               |
| テオ・サウダー2                | フルバック     | 1996年4月2日（29歳）   | 8        | トロント・アローズ                   |

### イタリア
8月18日現在
1 10月8日、シモーネ・フェッラーリ・マルコ・リッチョーニが離脱。ジオスエ・ジロッチ・ダニーロ・フィスケッティが追加召集。
ヘッドコーチ:  コナー・オーシア
| 選手                         | ポジション     | 誕生日 (年齢)          | キャップ | チーム         |
| ---------------------------- | -------------- | ---------------------- | -------- | -------------- |
| ルカ・ビジ                   | フッカー       | 1991年4月19日（28歳）  | 21       | ゼブレ         |
| オリヴィエロ・ファビアーニ   | フッカー       | 1990年7月3日（29歳）   | 9        | ゼブレ         |
| レオナルド・ギラルディーニ   | フッカー       | 1984年12月26日（34歳） | 104      | 無所属         |
| シモーネ・フェッラーリ1      | プロップ       | 1994年3月28日（25歳）  | 26       | ベネットン     |
| ダニーロ・フィスケッティ1    | プロップ       | 1998年1月26日（21歳）  | 0        | ゼブレ         |
| アンドレア・ロボッティ       | プロップ       | 1989年7月28日（30歳）  | 38       | ゼブレ         |
| ティツィアーノ・パスクアーリ | プロップ       | 1994年7月14日（25歳）  | 20       | ベネットン     |
| ニコラ・クアーリオ           | プロップ       | 1991年3月9日（28歳）   | 11       | ベネットン     |
| マルコ・リッチョーニ1        | プロップ       | 1997年10月19日（21歳） | 4        | ベネットン     |
| フェデリコ・ザーニ           | プロップ       | 1989年4月9日（30歳）   | 11       | ベネットン     |
| ジオスエ・ジロッチ1          | プロップ       | 1997年1月15日（22歳）  | 2        | ゼブレ         |
| ディーン・ブード             | ロック         | 1986年7月31日（33歳）  | 23       | ベネットン     |
| フェデリコ・ルッツァー       | ロック         | 1994年8月4日（25歳）   | 15       | ベネットン     |
| デイブ・シシィ               | ロック         | 1993年2月5日（26歳）   | 7        | ゼブレ         |
| アレッサンドロ・ザンニ       | ロック         | 1984年1月31日（35歳）  | 115      | ベネットン     |
| マクシム・ムバンダ           | バックロー     | 1993年4月10日（26歳）  | 18       | ゼブレ         |
| セバスチャン・ネグリ         | バックロー     | 1994年6月30日（25歳）  | 20       | ベネットン     |
| セルジオ・パリセ ()          | バックロー     | 1983年9月12日（36歳）  | 140      | RCトゥーロン   |
| ジェイク・ポッレードリ       | バックロー     | 1995年11月8日（23歳）  | 10       | グロスター     |
| ブラーム・スタイン           | バックロー     | 1992年5月2日（27歳）   | 33       | ベネットン     |
| コーラム・ブラレィ           | スクラムハーフ | 1994年3月20日（25歳）  | 3        | グロスター     |
| グリエルモ・パラッツァーニ   | スクラムハーフ | 1991年4月11日（28歳）  | 34       | ゼブレ         |
| ティト・テバルディ           | スクラムハーフ | 1987年9月23日（31歳）  | 34       | ベネットン     |
| トンマーゾ・アラン           | フライハーフ   | 1993年4月26日（26歳）  | 51       | ベネットン     |
| カルロ・カンナ               | フライハーフ   | 1992年8月25日（27歳）  | 36       | ゼブレ         |
| トンマーゾ・ベンヴェヌーティ | センター       | 1990年12月12日（28歳） | 59       | ベネットン     |
| ミケーレ・カンパニャーロ     | センター       | 1993年3月13日（26歳）  | 44       | ハーレクインズ |
| ルカ・モリシ                 | センター       | 1991年2月22日（28歳）  | 27       | ベネットン     |
| マッティア・ベッリーニ       | ウイング       | 1994年2月8日（25歳）   | 20       | ゼブレ         |
| ジュリオ・ビゼーニ           | ウイング       | 1992年4月4日（27歳）   | 13       | ゼブレ         |
| マッテーオ・ミノッツィ       | フルバック     | 1996年6月4日（23歳）   | 13       | ワスプス       |
| ジェイデン・ヘイワード       | フルバック     | 1987年2月11日（32歳）  | 20       | ベネットン     |
| エドアルド・パドヴァーニ     | フルバック     | 1993年5月15日（26歳）  | 23       | ゼブレ         |

### ナミビア
9月2日現在
ヘッドコーチ:  フィリップ・デーヴィス
| 選手                               | ポジション     | 誕生日 (年齢)          | キャップ | チーム                     |
| ---------------------------------- | -------------- | ---------------------- | -------- | -------------------------- |
| オーバート・ノーチェ               | フッカー       | 1997年4月17日（22歳）  | 15       | ウェルウィッチアス         |
| ルイス・ファンデルウェストヘーゼン | フッカー       | 1995年2月25日（24歳）  | 19       | ウェルウィッチアス         |
| トルステン・ファンヤースフェルト   | フッカー       | 1987年6月30日（32歳）  | 14       | バイヨンヌ                 |
| ヨハネス・クッツェー               | プロップ       | 1988年5月14日（31歳）  | 21       | フリーステイト・チーターズ |
| AJ・デクラーク                     | プロップ       | 1991年12月9日（27歳）  | 28       | ウェルウィッチアス         |
| アンドレ・レイドマイヤー           | プロップ       | 1998年6月24日（21歳）  | 3        | ウェルウィッチアス         |
| デシデリウス・セティ               | プロップ       | 1992年12月9日（26歳）  | 12       | ウェルウィッチアス         |
| ネリウス・セロン                   | プロップ       | 1997年1月29日（22歳）  | 5        | レパーズ                   |
| ヨハン・レティーフ                 | ロック         | 1995年10月10日（23歳） | 7        | レパーズ                   |
| チュウェ・ウアニビ                 | ロック         | 1990年12月31日（28歳） | 30       | RCマシー                   |
| PJ・ヴァンリー                     | ロック         | 1983年12月4日（35歳）  | 49       | バイヨンヌ                 |
| アドリアン・ボーイセン             | バックロー     | 1996年5月17日（23歳）  | 5        | ウェルウィッチアス         |
| ウィアン・コンラディ               | バックロー     | 1994年10月14日（24歳） | 17       | ウェルウィッチアス         |
| トーマサウ・フォーブス             | バックロー     | 1988年10月12日（30歳） | 17       | ウェルウィッチアス         |
| プリンス・ガオセブ                 | バックロー     | 1998年7月7日（21歳）   | 2        | ウェルウィッチアス         |
| マックス・カチエコ                 | バックロー     | 1995年4月8日（24歳）   | 13       | ウェルウィッチアス         |
| ローアン・キッツォフ               | バックロー     | 1985年9月13日（34歳）  | 44       | ウェルウィッチアス         |
| ジャンコ・フェンター               | バックロー     | 1994年9月19日（25歳）  | 25       | ジャージー・レッズ         |
| ユージン・ヤンチース               | スクラムハーフ | 1986年8月10日（33歳）  | 67       | ウェルウィッチアス         |
| ダミアン・スティーブンズ           | スクラムハーフ | 1995年6月2日（24歳）   | 25       | ボーランド・カヴァリアーズ |
| TC・キスティング                   | フライハーフ   | 1994年1月13日（25歳）  | 8        | バヤ・マーレ               |
| クライヴェン・ルーバー             | フライハーフ   | 1997年2月24日（22歳）  | 15       | ウェルウィッチアス         |
| ダリル・デラハルペ                 | センター       | 1986年10月2日（32歳）  | 48       | ウェルウィッチアス         |
| ヨハン・ディーゼル ()              | センター       | 1991年9月26日（27歳）  | 24       | USコロミエ                 |
| ジャスティン・ニューマン           | センター       | 1995年2月17日（24歳）  | 14       | ウェルウィッチアス         |
| ヤンリー・デュトイ                 | センター       | 1996年8月26日（23歳）  | 2        | ウェルウィッチアス         |
| JC・フレイリング                   | ウイング       | 1991年6月21日（28歳）  | 32       | ウェルウィッチアス         |
| レスリー・クリム                   | ウイング       | 1995年1月16日（24歳）  | 11       | オスプリーズ               |
| PJ・ウォルターズ                   | ウイング       | 1993年4月23日（26歳）  | 0        | ウェルウィッチアス         |
| チャド・プラト                     | フルバック     | 1998年4月21日（21歳）  | 2        | ウェルウィッチアス         |
| ヨハン・トロンプ                   | フルバック     | 1990年12月23日（28歳） | 40       | ウェルウィッチアス         |

### ニュージーランド
8月28日現在
1 9月13日、ルーク・ジェーコブソンが脳しんとうで離脱。シャノン・フリゼルが追加召集。
ヘッドコーチ:  スティーブ・ハンセン
| 選手                         | ポジション     | 誕生日 (年齢)          | キャップ | チーム         |
| ---------------------------- | -------------- | ---------------------- | -------- | -------------- |
| デイン・コールズ             | フッカー       | 1986年12月10日（32歳） | 64       | ハリケーンズ   |
| リアム・コルトマン           | フッカー       | 1990年1月25日（29歳）  | 6        | ハイランダーズ |
| コーディー・テイラー         | フッカー       | 1991年3月31日（28歳）  | 45       | クルセイダーズ |
| ネポ・ラウララ               | プロップ       | 1991年11月6日（27歳）  | 20       | チーフス       |
| ジョー・ムーディ             | プロップ       | 1988年9月18日（31歳）  | 41       | クルセイダーズ |
| アトゥ・モリ                 | プロップ       | 1995年6月12日（24歳）  | 2        | チーフス       |
| アンガス・タアバオ           | プロップ       | 1990年3月22日（29歳）  | 8        | チーフス       |
| オファ・トゥウンガファシ     | プロップ       | 1992年4月19日（27歳）  | 30       | ブルーズ       |
| スコット・バレット           | ロック         | 1993年11月20日（25歳） | 31       | クルセイダーズ |
| ブロディ・レタリック         | ロック         | 1991年5月31日（28歳）  | 77       | チーフス       |
| パトリック・トゥイプロトゥ   | ロック         | 1993年1月23日（26歳）  | 25       | ブルーズ       |
| サム・ホワイトロック         | ロック         | 1988年10月12日（30歳） | 112      | クルセイダーズ |
| サム・ケイン                 | バックロー     | 1992年1月13日（27歳）  | 63       | チーフス       |
| シャノン・フリゼル1          | バックロー     | 1994年2月11日（25歳）  | 5        | ハイランダーズ |
| ルーク・ジェーコブソン1      | バックロー     | 1997年4月20日（22歳）  | 2        | チーフス       |
| キーラン・リード ()          | バックロー     | 1985年10月26日（33歳） | 122      | クルセイダーズ |
| アーディー・サヴェア         | バックロー     | 1993年10月14日（25歳） | 39       | ハリケーンズ   |
| マット・トッド               | バックロー     | 1988年3月24日（31歳）  | 21       | クルセイダーズ |
| TJ・ペレナラ                 | スクラムハーフ | 1992年1月23日（27歳）  | 59       | ハリケーンズ   |
| アーロン・スミス             | スクラムハーフ | 1988年11月21日（30歳） | 87       | ハイランダーズ |
| ブラッド・ウェバー           | スクラムハーフ | 1991年1月17日（28歳）  | 2        | チーフス       |
| ボーデン・バレット           | フライハーフ   | 1991年5月27日（28歳）  | 78       | ブルーズ       |
| リッチー・モウンガ           | フライハーフ   | 1994年5月25日（25歳）  | 12       | クルセイダーズ |
| ライアン・クロッティ         | センター       | 1988年9月23日（30歳）  | 45       | クルセイダーズ |
| ジャック・グッドヒュー       | センター       | 1995年6月13日（24歳）  | 9        | クルセイダーズ |
| アントン・ライナートブラウン | センター       | 1995年4月15日（24歳）  | 38       | チーフス       |
| ソニー・ビル・ウィリアムズ   | センター       | 1985年8月3日（34歳）   | 53       | ブルーズ       |
| ジョージ・ブリッジ           | ウイング       | 1995年4月1日（24歳）   | 5        | クルセイダーズ |
| リーコ・イオアネ             | ウイング       | 1997年3月18日（22歳）  | 26       | ブルーズ       |
| セヴ・リース                 | ウイング       | 1997年2月13日（22歳）  | 3        | クルセイダーズ |
| ジョーディー・バレット       | フルバック     | 1997年2月17日（22歳）  | 12       | ハリケーンズ   |
| ベン・スミス                 | フルバック     | 1986年6月1日（33歳）   | 80       | ハイランダーズ |

### 南アフリカ
8月26日現在
1 9月23日、トレヴァー・ニャカネがW杯開幕戦での負傷で離脱。トーマス・デュトイが追加召集。
2 10月1日、ジェシー・クリエルがW杯開幕戦での負傷で離脱。ダミアン・ウィレムセが追加召集。
ヘッドコーチ:  ラシー・エラスムス
| 選手                         | ポジション     | 誕生日 (年齢)          | キャップ | チーム                     |
| ---------------------------- | -------------- | ---------------------- | -------- | -------------------------- |
| スカルク・ブリッツ           | フッカー       | 1981年5月16日（38歳）  | 13       | ブルズ                     |
| マルコム・マークス           | フッカー       | 1994年7月13日（25歳）  | 27       | ライオンズ                 |
| ボンギ・ンボナンビ           | フッカー       | 1991年1月7日（28歳）   | 30       | ストーマーズ               |
| トーマス・デュトイ1          | プロップ       | 1995年5月5日（24歳）   | 10       | トゥールーズ               |
| スティーヴン・キッツォフ     | プロップ       | 1992年2月10日（27歳）  | 40       | ストーマーズ               |
| ヴィンセント・コッホ         | プロップ       | 1990年3月13日（29歳）  | 15       | サラセンズ                 |
| フランス・マルハーバ         | プロップ       | 1991年3月14日（28歳）  | 32       | ストーマーズ               |
| テンダイ・ムタワリラ         | プロップ       | 1985年8月1日（34歳）   | 111      | シャークス                 |
| トレヴァー・ニャカネ1        | プロップ       | 1989年5月4日（30歳）   | 41       | ブルズ                     |
| ルード・デヤハー             | ロック         | 1992年12月17日（26歳） | 40       | ブルズ                     |
| エベン・エツベス             | ロック         | 1991年10月29日（27歳） | 79       | ストーマーズ               |
| フランコ・モスタート         | ロック         | 1990年11月27日（28歳） | 32       | グロスター                 |
| RG・スナイマン               | ロック         | 1995年1月29日（24歳）  | 16       | ブルズ                     |
| ピーターステフ・デュトイ     | バックロー     | 1992年8月20日（27歳）  | 50       | ストーマーズ               |
| シヤ・コリシ ()              | バックロー     | 1991年6月16日（28歳）  | 43       | ストーマーズ               |
| フランソワ・ロウ             | バックロー     | 1985年6月15日（34歳）  | 69       | バース                     |
| クワッガ・スミス             | バックロー     | 1993年6月11日（26歳）  | 4        | ライオンズ                 |
| ドウェイン・フェルミューレン | バックロー     | 1986年7月3日（33歳）   | 49       | ブルズ                     |
| ファフ・デ・クラーク         | スクラムハーフ | 1991年10月19日（27歳） | 25       | セール・シャークス         |
| ハーシェル・ヤンチース       | スクラムハーフ | 1996年4月22日（23歳）  | 4        | ストーマーズ               |
| コーバス・ライナー           | スクラムハーフ | 1990年2月7日（29歳）   | 12       | ノーサンプトン・セインツ   |
| エルトン・ヤンチース         | フライハーフ   | 1990年8月1日（29歳）   | 35       | ライオンズ                 |
| ハンドレ・ポラード           | フライハーフ   | 1994年3月11日（25歳）  | 42       | ブルズ                     |
| ダミアン・ウィレムセ2        | フライハーフ   | 1998年5月7日（21歳）   | 5        | ストーマーズ               |
| ダミアン・ウィレムセ         | センター       | 1993年11月28日（25歳） | 9        | シャークス                 |
| ダミアン・デアレンデ         | センター       | 1991年11月25日（27歳） | 40       | ストーマーズ               |
| ジェシー・クリエル2          | センター       | 1994年2月15日（25歳）  | 45       | ブルズ                     |
| フランソワ・ステイン         | センター       | 1987年5月14日（32歳）  | 61       | モンペリエ                 |
| チェスリン・コルビ           | ウイング       | 1993年10月28日（25歳） | 10       | トゥールーズ               |
| マカゾレ・マピンピ           | ウイング       | 1990年7月26日（29歳）  | 8        | シャークス                 |
| シブシソ・ンコシ             | ウイング       | 1996年1月21日（23歳）  | 8        | シャークス                 |
| ウォリック・ヘラント         | フルバック     | 1995年5月20日（24歳）  | 7        | ブルズ                     |
| ウィリー・ルルー             | フルバック     | 1989年8月18日（30歳）  | 56       | トヨタ自動車ヴェルブリッツ |

## プール C

### アルゼンチン
8月19日現在
1 10月6日、トマス・クベリがイングランド戦の負傷で離脱。ゴンサロ・ベルトラノウが追加召集。
ヘッドコーチ:  マリオ・レデスマ
| 選手                         | ポジション     | 誕生日 (年齢)          | キャップ | チーム                 |
| ---------------------------- | -------------- | ---------------------- | -------- | ---------------------- |
| アグスティン・クレービー     | フッカー       | 1985年3月15日（34歳）  | 85       | ハグアレス             |
| フリアン・モントージャ       | フッカー       | 1993年10月29日（25歳） | 55       | ハグアレス             |
| サンティアゴ・ソシノ         | フッカー       | 1992年7月5日（27歳）   | 2        | ハグアレス             |
| ナウエル・テタス・チャパロ   | プロップ       | 1989年6月11日（30歳）  | 54       | ハグアレス             |
| フアン・フィガロ             | プロップ       | 1988年3月25日（31歳）  | 30       | サラセンズ             |
| サンティアゴ・メドラノ       | プロップ       | 1996年5月6日（23歳）   | 14       | ハグアレス             |
| エンリケ・ピエレット         | プロップ       | 1994年12月15日（24歳） | 23       | ハグアレス             |
| マイコ・ビバス               | プロップ       | 1998年6月2日（21歳）   | 4        | ハグアレス             |
| マティアス・アレマノ         | ロック         | 1991年12月5日（27歳）  | 57       | ハグアレス             |
| トマス・ラバニーニ           | ロック         | 1993年1月22日（26歳）  | 53       | ハグアレス             |
| ギド・ペティ                 | ロック         | 1994年11月17日（24歳） | 49       | ハグアレス             |
| ロドリゴ・ブルーニ           | バックロー     | 1993年9月3日（26歳）   | 3        | ハグアレス             |
| マルコス・クレメル           | バックロー     | 1997年7月30日（22歳）  | 24       | ハグアレス             |
| フアン・マヌエル・レギサモン | バックロー     | 1983年6月6日（36歳）   | 86       | ハグアレス             |
| トマス・レサナ               | バックロー     | 1994年2月16日（25歳）  | 34       | ハグアレス             |
| パブロ・マテーラ ()          | バックロー     | 1993年7月8日（26歳）   | 62       | ハグアレス             |
| ハビエル・オルテガ・デシオ   | バックロー     | 1990年6月14日（29歳）  | 54       | ハグアレス             |
| ゴンサロ・ベルトラノウ1      | スクラムハーフ | 1993年12月31日（25歳） | 21       | ハグアレス             |
| トマス・クベリ1              | スクラムハーフ | 1989年6月12日（30歳）  | 72       | ハグアレス             |
| フェリペ・エスクラ           | スクラムハーフ | 1993年4月15日（26歳）  | 5        | インドゥ・クルブ       |
| ニコラス・サンチェス         | フライハーフ   | 1988年10月26日（30歳） | 77       | スタッド・フランセ     |
| ベンハミン・ウルダピジェタ   | フライハーフ   | 1986年3月11日（33歳）  | 12       | カストル・オランピック |
| サンティアゴ・カレラス       | フライハーフ   | 1998年3月30日（21歳）  | 1        | ハグアレス             |
| ヘロニモ・デラフエンテ       | センター       | 1991年2月24日（28歳）  | 50       | ハグアレス             |
| フアン・クルス・マリア       | センター       | 1996年9月11日（23歳）  | 4        | ハグアレス             |
| ルーカス・メンサ             | センター       | 1996年5月24日（23歳）  | 1        | Pucará                 |
| マティアス・モローニ         | センター       | 1991年3月29日（28歳）  | 43       | ハグアレス             |
| マティアス・オルランド       | センター       | 1991年11月14日（27歳） | 41       | ハグアレス             |
| エミリアノ・ボフェッリ       | ウイング       | 1995年1月16日（24歳）  | 25       | ハグアレス             |
| バウティスタ・デルグイ       | ウイング       | 1997年4月22日（22歳）  | 11       | ハグアレス             |
| ラミロ・モジャーノ           | ウイング       | 1990年5月28日（29歳）  | 34       | ハグアレス             |
| ホアキン・トゥクレ           | フルバック     | 1989年8月8日（30歳）   | 55       | ハグアレス             |

### イングランド
8月12日現在
1 10月27日、ウィリー・ハインツが離脱。ベン・スペンサーが追加召集。
ヘッドコーチ:  エディー・ジョーンズ
| 選手                         | ポジション     | 誕生日 (年齢)          | キャップ | チーム                   |
| ---------------------------- | -------------- | ---------------------- | -------- | ------------------------ |
| ルーク・カウワン＝ディッキー | フッカー       | 1993年6月20日（26歳）  | 15       | エクセター・チーフス     |
| ジェイミー・ジョージ         | フッカー       | 1990年10月20日（28歳） | 40       | サラセンズ               |
| ジャック・シングルトン       | フッカー       | 1996年5月14日（23歳）  | 2        | サラセンズ               |
| ダン・コール                 | プロップ       | 1987年5月9日（32歳）   | 89       | レスター・タイガース     |
| エリス・ゲンジ               | プロップ       | 1995年2月16日（24歳）  | 12       | レスター・タイガース     |
| ジョー・マーラー             | プロップ       | 1990年7月7日（29歳）   | 62       | ハーレクインズ           |
| カイル・シンクラー           | プロップ       | 1993年3月30日（26歳）  | 25       | ハーレクインズ           |
| マコ・ヴニポラ               | プロップ       | 1991年1月14日（28歳）  | 54       | サラセンズ               |
| マロ・イトジェ               | ロック         | 1994年10月28日（24歳） | 29       | サラセンズ               |
| ジョージ・クルーズ           | ロック         | 1990年2月22日（29歳）  | 35       | サラセンズ               |
| ジョー・ローンチブリー       | ロック         | 1991年4月12日（28歳）  | 61       | ワスプス                 |
| コートニー・ローズ           | ロック         | 1989年2月23日（30歳）  | 75       | ノーサンプトン・セインツ |
| トム・カリー                 | バックロー     | 1998年6月15日（21歳）  | 13       | セール・シャークス       |
| ルイス・ラドラム             | バックロー     | 1995年12月8日（23歳）  | 2        | ノーサンプトン・セインツ |
| サム・アンダーヒル           | バックロー     | 1996年7月22日（23歳）  | 10       | バース                   |
| マーク・ウィルソン           | バックロー     | 1989年10月6日（29歳）  | 15       | セール・シャークス       |
| ビリー・ヴニポラ             | バックロー     | 1992年11月3日（26歳）  | 45       | サラセンズ               |
| ウィリー・ハインツ1          | スクラムハーフ | 1986年11月24日（32歳） | 4        | グロスター               |
| ベン・スペンサー1            | スクラムハーフ | 1992年7月31日（27歳）  | 3        | サラセンズ               |
| ベン・ヤングス               | スクラムハーフ | 1989年9月5日（30歳）   | 89       | レスター・タイガース     |
| オーウェン・ファレル ()      | フライハーフ   | 1991年9月24日（27歳）  | 73       | サラセンズ               |
| ジョージ・フォード           | フライハーフ   | 1993年3月16日（26歳）  | 59       | レスター・タイガース     |
| ピアース・フランシス         | センター       | 1990年6月20日（29歳）  | 8        | ノーサンプトン・セインツ |
| ジョナサン・ジョセフ         | センター       | 1991年5月21日（28歳）  | 42       | バース                   |
| ヘンリー・スレイド           | センター       | 1993年3月19日（26歳）  | 22       | エクセター・チーフス     |
| マヌ・トゥイランギ           | センター       | 1991年5月18日（28歳）  | 35       | レスター・タイガース     |
| ジョー・ゾカナシンガ         | ウイング       | 1997年11月15日（21歳） | 8        | バース                   |
| ジョニー・メイ               | ウイング       | 1990年4月1日（29歳）   | 47       | レスター・タイガース     |
| ルーリー・マコノキー         | ウイング       | 1991年10月23日（27歳） | 1        | バース                   |
| ジャック・ノーウェル         | ウイング       | 1993年4月11日（26歳）  | 33       | エクセター・チーフス     |
| アンソニー・ワトソン         | ウイング       | 1994年2月26日（25歳）  | 36       | バース                   |
| エリオット・デイリー         | フルバック     | 1992年10月8日（26歳）  | 33       | サラセンズ               |

### フランス
9月2日現在
1 9月22日、ウェスレイ・フォファナが負傷で離脱。ピエール＝ルイ・バラシが追加召集。
2 9月29日、デンバ・バンバが負傷で離脱。セダーテ・ゴメス・サが追加召集。
3 10月4日、ペアト・モーヴァカが負傷で離脱。クリストファー・タロフュアが追加召集。
4 10月4日、トマ・ラモスが負傷で離脱。ヴァンサン・ラッテが追加召集
ヘッドコーチ:  ジャック・ブルネル
| 選手                        | ポジション     | 誕生日 (年齢)          | キャップ | チーム                        |
| --------------------------- | -------------- | ---------------------- | -------- | ----------------------------- |
| カミーユ・シャ              | フッカー       | 1995年12月18日（23歳） | 22       | ラシン92                      |
| ギエム・ギラド ()           | フッカー       | 1986年6月17日（33歳）  | 70       | モンペリエ                    |
| ペアト・モーヴァカ3         | フッカー       | 1997年1月10日（22歳）  | 1        | トゥールーズ                  |
| クリストファー・タロフュア3 | フッカー       | 1993年12月31日（31歳） | 8        | RCトゥーロン                  |
| シリル・バイユ              | プロップ       | 1993年9月15日（26歳）  | 13       | トゥールーズ                  |
| デンバ・バンバ2             | プロップ       | 1998年3月17日（21歳）  | 6        | リヨンOU                      |
| セダーテ・ゴメス・サ2       | プロップ       | 1993年8月7日（31歳）   | 9        | ラシン92                      |
| ジェフェソン・ポワロ        | プロップ       | 1992年11月1日（26歳）  | 29       | ボルドー・ベグル              |
| エメリック・セティアノ      | プロップ       | 1996年7月19日（23歳）  | 3        | RCトゥーロン                  |
| ラバー・スリマニ            | プロップ       | 1989年10月18日（29歳） | 53       | ASMクレルモン・オーヴェルニュ |
| ポール・ガブリヤーガ        | ロック         | 1993年6月3日（26歳）   | 13       | スタッド・フランセ            |
| セバスチャン・ヴァアマイナ  | ロック         | 1991年10月21日（27歳） | 42       | ASMクレルモン・オーヴェルニュ |
| グレゴリー・アルドリット    | バックロー     | 1997年3月23日（22歳）  | 7        | ラ・ロシェル                  |
| ヤクーバ・カマラ            | バックロー     | 1994年6月2日（25歳）   | 15       | モンペリエ                    |
| アルトゥール・イトゥリア    | バックロー     | 1994年5月13日（25歳）  | 13       | ASMクレルモン・オーヴェルニュ |
| ヴェンセスラス・ローレ      | バックロー     | 1988年3月30日（31歳）  | 24       | ラシン92                      |
| バーナード・ルルー          | バックロー     | 1989年6月4日（30歳）   | 33       | ラシン92                      |
| シャルル・オリヴォン        | バックロー     | 1993年5月11日（26歳）  | 8        | RCトゥーロン                  |
| ルイ・ピカモール            | バックロー     | 1986年2月5日（33歳）   | 79       | モンペリエ                    |
| アントワーヌ・デュポン      | スクラムハーフ | 1996年11月15日（22歳） | 17       | トゥールーズ                  |
| マクシム・マシュノー        | スクラムハーフ | 1988年12月30日（30歳） | 36       | ラシン92                      |
| バティスト・セラン          | スクラムハーフ | 1994年6月20日（25歳）  | 30       | RCトゥーロン                  |
| カミーユ・ロペス            | フライハーフ   | 1989年4月3日（30歳）   | 24       | ASMクレルモン・オーヴェルニュ |
| ロマン・ヌタマック          | フライハーフ   | 1999年5月1日（20歳）   | 8        | トゥールーズ                  |
| ピエール＝ルイ・バラシ1     | センター       | 1998年4月22日（21歳）  | 0        | リヨンOU                      |
| ガエル・フィクー            | センター       | 1994年3月26日（25歳）  | 48       | スタッド・フランセ            |
| ウェスレイ・フォファナ1     | センター       | 1988年1月20日（31歳）  | 48       | ASMクレルモン・オーヴェルニュ |
| ヴィリミ・ヴァカタワ        | センター       | 1992年5月1日（27歳）   | 18       | ラシン92                      |
| ソフィアン・ギトゥーヌ      | ウイング       | 1989年3月27日（30歳）  | 7        | トゥールーズ                  |
| ヨアン・ユジェ              | ウイング       | 1987年6月2日（32歳）   | 59       | トゥールーズ                  |
| ダミアン・プノー            | ウイング       | 1996年9月25日（22歳）  | 13       | ASMクレルモン・オーヴェルニュ |
| アリヴェルティ・ラカ        | ウイング       | 1994年12月9日（24歳）  | 2        | ASMクレルモン・オーヴェルニュ |
| ヴァンサン・ラッテ4         | ウイング       | 1992年3月24日（33歳）  | 2        | ラ・ロシェル                  |
| マクシム・メダール          | フルバック     | 1986年11月16日（32歳） | 59       | トゥールーズ                  |
| トマ・ラモス4               | フルバック     | 1995年7月23日（24歳）  | 7        | トゥールーズ                  |

### トンガ
9月1日現在
1 9月24日、カート・モラスとナフィ・ツイタヴァキがW杯の開幕戦で負傷離脱。ラティウメ・フォシタとフェトゥイ・パエアが追加召集。
ヘッドコーチ:  トウタイ・ケフ
| 選手                         | ポジション     | 誕生日 (年齢)          | キャップ | チーム                           |
| ---------------------------- | -------------- | ---------------------- | -------- | -------------------------------- |
| シウア・マイレ               | フッカー       | 1997年2月18日（22歳）  | 1        | Shirley Rugby Club               |
| パウラ・ヌガウアモ           | フッカー       | 1990年2月19日（29歳）  | 19       | SUアジャン                       |
| ソセフォ・サカリア           | フッカー       | 1991年12月14日（27歳） | 10       | アジア・パシフィック・ドラゴンズ |
| マアフ・フィア               | プロップ       | 1989年11月22日（29歳） | 6        | オスプリーズ                     |
| ブニポラ・フィフィタ         | プロップ       | 1996年2月18日（23歳）  | 2        | ブランビーズ                     |
| ジークフリート・フィシイホイ | プロップ       | 1987年6月8日（32歳）   | 9        | ポー                             |
| シウア・ハラヌコヌカ         | プロップ       | 1986年8月9日（33歳）   | 11       | グラスゴー・ウォリアーズ         |
| ラトゥ・タラカイ             | プロップ       | 1989年12月26日（29歳） | 6        | イーストウッド                   |
| ベン・タメイフナ             | プロップ       | 1991年8月30日（28歳）  | 11       | ラシン92                         |
| レバ・フィフィタ             | ロック         | 1989年7月29日（30歳）  | 15       | FCグルノーブル                   |
| サム・ラウシ                 | ロック         | 1991年7月20日（28歳）  | 4        | ハリケーンズ                     |
| スティーブ・マフィ           | ロック         | 1989年12月9日（29歳）  | 32       | ロンドン・アイリッシュ           |
| ダニエル・ファレアファ       | バックロー     | 1989年2月13日（30歳）  | 22       | オースティン・ギルグロニス       |
| シオネ・カラマフォニ         | バックロー     | 1988年5月18日（31歳）  | 33       | レスター・タイガース             |
| ザネ・カペリ                 | バックロー     | 1992年9月28日（26歳）  | 6        | Bay of Plenty                    |
| フォトゥ・ロコトゥイ         | バックロー     | 1992年3月19日（27歳）  | 9        | Kagifa Samoa                     |
| ナシ・マヌ                   | バックロー     | 1988年8月15日（31歳）  | 3        | ベネットン                       |
| マアマ・バイプル             | バックロー     | 1989年7月21日（30歳）  | 8        | カストル・オランピック           |
| サミソニ・フィナウ           | スクラムハーフ | 1987年11月29日（31歳） | 19       | Auckland Marist                  |
| レオン・フコフカ             | スクラムハーフ | 1994年9月8日（25歳）   | 7        | Kagifa Samoa                     |
| ソナタネ・タクルア           | スクラムハーフ | 1991年1月11日（28歳）  | 34       | ニューカッスル・ファルコンズ     |
| ジェームズ・ファイバ         | フライハーフ   | 1994年6月13日（25歳）  | 5        | El Salvador                      |
| ラティウメ・フォシタ1        | フライハーフ   | 1992年7月25日（27歳）  | 29       | Kagifa Samoa                     |
| カート・モラス1              | フライハーフ   | 1984年11月13日（34歳） | 37       | ドンカスター・ナイツ             |
| マリエトア・ヒンガノ         | センター       | 1992年1月27日（27歳）  | 4        | バイヨンヌ                       |
| シアレ・ピウタウ ()          | センター       | 1985年10月13日（33歳） | 39       | ブリストル・ベアーズ             |
| ナフィ・ツイタヴァキ1        | センター       | 1989年1月21日（30歳）  | 13       | 無所属                           |
| ビリアミ・ロロヘア           | ウイング       | 1993年7月4日（26歳）   | 9        | Papatoetoe                       |
| フェトゥイ・パエア1          | ウイング       | 1994年8月16日（25歳）  | 2        | Tasman                           |
| アティエリ・パカラニ         | ウイング       | 1989年8月2日（30歳）   | 10       | イーストウッド                   |
| クーパー・ブーナ             | ウイング       | 1987年7月5日（32歳）   | 13       | ニューカッスル・ファルコンズ     |
| デイビッド・ハライフォヌア   | フルバック     | 1987年7月5日（32歳）   | 33       | コヴェントリーRFC                |
| テルサ・ベアイヌ             | フルバック     | 1990年12月26日（28歳） | 9        | レスター・タイガース             |

### アメリカ合衆国
9月8日現在
1 10月1日、デイビッド・アイヌウがW杯の開幕戦で負傷離脱。チャンス・ウェングレウスキーが追加召集。
ヘッドコーチ:  ギャリー・ゴールド
| 選手                          | ポジション     | 誕生日 (年齢)          | キャップ | チーム                               |
| ----------------------------- | -------------- | ---------------------- | -------- | ------------------------------------ |
| ディラン・フォーシット        | フッカー       | 1990年7月24日（29歳）  | 12       | ラグビー・ユナイテッド・ニューヨーク |
| ジェームズ・ヒルターブランド  | フッカー       | 1989年5月21日（30歳）  | 19       | マンリー                             |
| ジョー・タウフェテ            | フッカー       | 1992年10月4日（26歳）  | 23       | ウスター・ウォリアーズ               |
| デイビッド・アイヌウ1         | プロップ       | 1999年11月20日（19歳） | 8        | トゥールーズ                         |
| エリック・フライ              | プロップ       | 1987年9月14日（32歳）  | 45       | RCヴァンヌ                           |
| オリーブ・キリフィ            | プロップ       | 1986年9月28日（32歳）  | 27       | シアトル・シーウルブズ               |
| ティティ・ラモシテレ          | プロップ       | 1995年2月11日（24歳）  | 28       | サラセンズ                           |
| ポール・ミューレン            | プロップ       | 1991年11月16日（27歳） | 14       | 無所属                               |
| チャンス・ウェングレウスキー1 | プロップ       | 1997年4月9日（22歳）   | 6        | ラグビー・ユナイテッド・ニューヨーク |
| ネイト・ブレイクリー          | ロック         | 1989年8月31日（30歳）  | 21       | ラグビー・ユナイテッド・ニューヨーク |
| ニック・チヴェッタ            | ロック         | 1989年11月5日（29歳）  | 23       | 無所属                               |
| ベン・ランドリー              | ロック         | 1991年3月26日（28歳）  | 22       | イーリング・トレイルファインダーズ   |
| グレッグ・ピーターソン        | ロック         | 1991年3月26日（28歳）  | 26       | ニューカッスル・ファルコンズ         |
| マロン・アリ＝ジェヴォリ      | バックロー     | 1997年8月1日（22歳）   | 5        | 無所属                               |
| ハンコ・ジャーミスハイス      | バックロー     | 1996年8月24日（23歳）  | 17       | グレンデール・ラプターズ             |
| トニー・ランボルン            | バックロー     | 1994年7月31日（25歳）  | 19       | レベルズ                             |
| ベン・ピンケルマン            | バックロー     | 1994年6月13日（25歳）  | 2        | アメリカ合衆国                       |
| ジョン・クィル                | バックロー     | 1990年3月10日（29歳）  | 36       | ラグビー・ユナイテッド・ニューヨーク |
| キャメロン・ドラン            | バックロー     | 1990年3月7日（29歳）   | 47       | ニューオーリンズ・ゴールド           |
| ネイト・オーギュスパーガー    | スクラムハーフ | 1990年1月31日（29歳）  | 24       | サンディエゴ・リージョン             |
| ショーン・デービス            | スクラムハーフ | 1989年6月20日（30歳）  | 25       | グレンデール・ラプターズ             |
| ルーベン・デ・ハース          | スクラムハーフ | 1998年10月9日（20歳）  | 13       | チーターズ                           |
| AJ・マクギンティ              | フライハーフ   | 1990年2月26日（29歳）  | 24       | セール・シャークス                   |
| ウィル・マギー                | フライハーフ   | 1992年2月23日（27歳）  | 25       | 無所属                               |
| ブライス・キャンベル          | センター       | 1994年9月21日（24歳）  | 28       | ロンドン・アイリッシュ               |
| ポール・ラシケ                | センター       | 1990年6月18日（29歳）  | 16       | ハーレクインズ                       |
| スレトン・パラモ              | センター       | 1988年9月22日（30歳）  | 18       | ヒューストン・セイバーキャッツ       |
| マルセル・ブラーシェ          | ウイング       | 1987年10月15日（31歳） | 19       | ウェスタン・フォース                 |
| マルティン・イオセフォ        | ウイング       | 1990年1月13日（29歳）  | 6        | アメリカ合衆国                       |
| マイク・テオ                  | ウイング       | 1993年7月23日（26歳）  | 24       | サンディエゴ・リージョン             |
| ブレイン・スカリー ()         | ウイング       | 1988年2月29日（31歳）  | 50       | 無所属                               |
| ウィル・フーリー              | フルバック     | 1993年10月28日（25歳） | 12       | ベッドフォード・ブルーズ             |

## プール D

### オーストラリア
8月23日現在
ヘッドコーチ:  マイケル・チェイカ
| 選手                         | ポジション     | 誕生日 (年齢)          | キャップ | チーム               |
| ---------------------------- | -------------- | ---------------------- | -------- | -------------------- |
| フォラウ・ファインガア       | フッカー       | 1995年5月5日（24歳）   | 11       | ブランビーズ         |
| トル・ラトゥ                 | フッカー       | 1993年2月23日（26歳）  | 15       | ワラターズ           |
| ジョーダン・ウエレセ         | フッカー       | 1997年1月24日（22歳）  | 4        | レベルズ             |
| アラン・アラアラトア         | プロップ       | 1994年1月28日（25歳）  | 33       | ブランビーズ         |
| セコペ・ケプ                 | プロップ       | 1986年2月5日（33歳）   | 106      | ワラターズ           |
| スコット・シオ               | プロップ       | 1991年10月16日（27歳） | 59       | ブランビーズ         |
| ジェイムス・スリッパー       | プロップ       | 1989年6月6日（30歳）   | 91       | ブランビーズ         |
| タニエラ・トゥポウ           | プロップ       | 1996年5月10日（23歳）  | 16       | レッズ               |
| ロリー・アーノルド           | ロック         | 1990年7月1日（29歳）   | 22       | ブランビーズ         |
| アダム・コールマン           | ロック         | 1991年10月7日（27歳）  | 34       | レベルズ             |
| アイザック・ロッダ           | ロック         | 1996年8月20日（23歳）  | 21       | レッズ               |
| ロブ・シモンズ               | ロック         | 1989年4月19日（30歳）  | 98       | ワラターズ           |
| ジャック・デンプシー         | バックロー     | 1994年4月12日（25歳）  | 11       | ワラターズ           |
| マイケル・フーパー ()        | バックロー     | 1991年10月29日（27歳） | 95       | ワラターズ           |
| イシ・ナイサラニ             | バックロー     | 1995年2月14日（24歳）  | 4        | レベルズ             |
| デビッド・ポーコック         | バックロー     | 1988年4月23日（31歳）  | 78       | ブランビーズ         |
| ルカン・サラカイアロト       | バックロー     | 1996年9月19日（23歳）  | 16       | レッズ               |
| ウィル・ゲニア               | スクラムハーフ | 1988年1月17日（31歳）  | 105      | レベルズ             |
| ニック・ホワイト             | スクラムハーフ | 1990年6月13日（29歳）  | 26       | エクセター・チーフス |
| バーナード・フォーリー       | フライハーフ   | 1989年9月8日（30歳）   | 70       | ワラターズ           |
| クリスチャン・リアリーファノ | フライハーフ   | 1987年9月24日（31歳）  | 22       | ブランビーズ         |
| サム・ケレビ                 | センター       | 1993年9月27日（25歳）  | 29       | レッズ               |
| テヴィタ・クリンドラニ       | センター       | 1991年3月31日（28歳）  | 60       | ブランビーズ         |
| ジェームズ・オコーナー       | センター       | 1990年7月5日（29歳）   | 48       | レッズ               |
| マット・トゥームア           | センター       | 1990年1月2日（29歳）   | 47       | レベルズ             |
| アダム・アシュリークーパー   | ウイング       | 1984年3月27日（35歳）  | 119      | ワラターズ           |
| リース・ホッジ               | ウイング       | 1994年8月26日（25歳）  | 37       | レベルズ             |
| マリカ・コロインベテ         | ウイング       | 1992年7月26日（27歳）  | 24       | レベルズ             |
| ジョーダン・ペタイア         | ウイング       | 2000年3月14日（19歳）  | 0        | レッズ               |
| カートリー・ビール           | フルバック     | 1989年1月6日（30歳）   | 87       | ワラターズ           |
| デイン・ハイレット＝ペティ   | フルバック     | 1989年6月18日（30歳）  | 33       | レベルズ             |

### フィジー
9月3日現在
1 9月5日、カリヴァティ・タワケが膝の負傷で離脱。リー＝ロイ・アタリフォが追加召集。
ヘッドコーチ:  ジョン・ミッキー
| 選手                            | ポジション     | 誕生日 (年齢)          | キャップ | チーム                        |
| ------------------------------- | -------------- | ---------------------- | -------- | ----------------------------- |
| マス・ドロコロ                  | フッカー       | 1995年1月21日（24歳）  | 6        | グラスゴー・ウォリアーズ      |
| サム・マタヴェシ                | フッカー       | 1992年1月13日（27歳）  | 8        | コーニッシュ・パイレーツ      |
| トゥベレ・ブンガコト            | フッカー       | 1997年12月29日（21歳） | 6        | フィジアン・ラトゥイ          |
| リー＝ロイ・アタリフォ1         | プロップ       | 1988年5月10日（31歳）  | 10       | ジャージー・レッズ            |
| キャンピージ・マアフ            | プロップ       | 1984年12月19日（34歳） | 57       | 無所属                        |
| エロニ・マウィ                  | プロップ       | 1996年6月2日（23歳）   | 9        | フィジアン・ラトゥイ          |
| ペニ・ラヴァイ                  | プロップ       | 1990年6月16日（29歳）  | 29       | ボルドー・ベグル              |
| マナサ・サウロ                  | プロップ       | 1989年4月6日（30歳）   | 42       | 無所属                        |
| カリヴァティ・タワケ1           | プロップ       | 1988年11月16日（30歳） | 13       | ビアリッツ・オランピック      |
| テヴィタ・ザヴンバティ          | ロック         | 1987年8月12日（32歳）  | 26       | ハーレクインズ                |
| レオネ・ナカラワ                | ロック         | 1988年4月2日（31歳）   | 57       | ラシン92                      |
| アピ・ラトゥニヤラワ            | ロック         | 1986年7月11日（33歳）  | 30       | ノーサンプトン・セインツ      |
| テビタ・ラトゥバ                | ロック         | 1995年5月8日（24歳）   | 3        | ボルドー・ベグル              |
| セミ・クナタニ                  | バックロー     | 1990年10月27日（28歳） | 10       | ハーレクインズ                |
| ビリアメ・マタ                  | バックロー     | 1991年10月22日（27歳） | 13       | エディンバラ                  |
| モセセ・ヴォカ                  | バックロー     | 1985年6月7日（34歳）   | 7        | フィジアン・ラトゥイ          |
| ドミニコ・ワンガニンブロトゥ () | バックロー     | 1986年4月20日（33歳）  | 45       | ポー                          |
| ペゼリ・ヤト                    | バックロー     | 1993年1月17日（26歳）  | 17       | ASMクレルモン・オーヴェルニュ |
| フランク・ロマニ                | スクラムハーフ | 1996年4月18日（23歳）  | 11       | フィジアン・ラトゥイ          |
| ニコラ・マタワル                | スクラムハーフ | 1989年3月8日（30歳）   | 36       | グラスゴー・ウォリアーズ      |
| ヘンリー・セニロリ              | スクラムハーフ | 1989年6月15日（30歳）  | 26       | 無所属                        |
| アリベレティ・ベイトカニ        | フライハーフ   | 1992年11月2日（26歳）  | 8        | ロンドン・アイリッシュ        |
| ベン・ヴォラヴォラ              | フライハーフ   | 1991年1月13日（28歳）  | 31       | ラシン92                      |
| レヴァニ・ボティア              | センター       | 1989年3月14日（30歳）  | 14       | ラ・ロシェル                  |
| ジョシュ・マタヴェシ            | センター       | 1990年10月5日（28歳）  | 21       | ニューカッスル・ファルコンズ  |
| セミ・ランドランドラ            | センター       | 1992年7月13日（27歳）  | 6        | ボルドー・ベグル              |
| ジャレ・バトゥンブア            | センター       | 1991年8月30日（28歳）  | 15       | ポー                          |
| ヴェレニキ・ゴネヴァ            | ウイング       | 1984年4月5日（35歳）   | 57       | ハーレクインズ                |
| フィリポ・ナコシ                | ウイング       | 1992年4月8日（27歳）   | 1        | カストル・オランピック        |
| ワイセア・ナヤザレヴ            | ウイング       | 1990年6月26日（29歳）  | 17       | スタッド・フランセ            |
| チョスア・トゥイソヴァ          | ウイング       | 1994年2月4日（25歳）   | 9        | リヨンOU                      |
| キニ・ムリムリヴァル            | フルバック     | 1989年5月15日（30歳）  | 26       | ラ・ロシェル                  |

### ジョージア
9月2日現在
ヘッドコーチ:  ミルトン・ヘイグ
| 選手                         | ポジション     | 誕生日 (年齢)          | キャップ | チーム                           |
| ---------------------------- | -------------- | ---------------------- | -------- | -------------------------------- |
| ジャバ・ブレグヴァゼ         | フッカー       | 1987年3月24日（32歳）  | 54       | サンウルブズ                     |
| ヴァノ・カルカゼ             | フッカー       | 2000年6月25日（19歳）  | 3        | CAブリーヴ                       |
| シャルヴァ・マムカシヴィリ   | フッカー       | 1990年10月2日（28歳）  | 68       | 無所属                           |
| レヴァン・チラチャヴァ       | プロップ       | 1991年8月17日（28歳）  | 49       | モンペリエ                       |
| ベカ・ギガシヴィリ           | プロップ       | 1993年8月31日（26歳）  | 9        | RCトゥーロン                     |
| グラム・ゴギチャイシヴィリ   | プロップ       | 1998年9月4日（21歳）   | 6        | ラシン92                         |
| ギオルギ・メリキゼ           | プロップ       | 1996年6月24日（23歳）  | 14       | スタッド・フランセ               |
| ミヘイル・ナリアシヴィリ     | プロップ       | 1990年5月25日（29歳）  | 56       | モンペリエ                       |
| コンスタンティネ・ミカウタゼ | ロック         | 1991年7月1日（28歳）   | 59       | モンペリエ                       |
| ギオルギ・ネムサゼ           | ロック         | 1984年9月26日（34歳）  | 92       | RCアイア・クタイシ               |
| シャルヴァ・スティアシヴィリ | ロック         | 1984年1月24日（35歳）  | 77       | ソヨー・アングレームXVシャラント |
| オタル・ギオルガゼ           | バックロー     | 1996年3月2日（23歳）   | 21       | CAブリーヴ                       |
| ベカ・ゴルガゼ               | バックロー     | 1996年2月8日（23歳）   | 19       | ボルドー・ベグル                 |
| マムカ・ゴルゴゼ             | バックロー     | 1984年7月14日（35歳）  | 71       | RCトゥーロン                     |
| ラシャ・ロミゼ               | バックロー     | 1992年6月30日（27歳）  | 46       | 無所属                           |
| ベカ・サギナゼ               | バックロー     | 1998年10月29日（20歳） | 5        | オーリヤック                     |
| ギオルギ・トヒライシヴィリ   | バックロー     | 1991年4月8日（28歳）   | 50       | バトゥミRC                       |
| ゲラ・アプラシゼ             | スクラムハーフ | 1998年1月14日（21歳）  | 17       | モンペリエ                       |
| ギオルギ・ベガゼ             | スクラムハーフ | 1986年3月4日（33歳）   | 65       | RC Jiki Gori                     |
| ヴァシル・ロブジャニゼ       | スクラムハーフ | 1996年10月14日（22歳） | 45       | CAブリーヴ                       |
| テド・アブジャンダゼ         | フライハーフ   | 1999年6月13日（20歳）  | 9        | CAブリーヴ                       |
| ラシャ・フマラゼ             | フライハーフ   | 1988年1月20日（31歳）  | 75       | バトゥミRC                       |
| ラシャ・マラグラゼ           | フライハーフ   | 1986年1月2日（33歳）   | 92       | VVAポドルスク                    |
| ダヴィト・カチャラヴァ       | センター       | 1985年1月16日（34歳）  | 116      | エニセイSTM                      |
| ギオルギ・クヴェセラゼ       | センター       | 1997年11月11日（21歳） | 19       | RC Jiki Gori                     |
| タマズ・ムチェドリゼ         | センター       | 1993年3月17日（26歳）  | 53       | ルーアン                         |
| メラブ・シャリカゼ ()        | センター       | 1993年5月17日（26歳）  | 63       | オーリヤック                     |
| ズラブ・ズネラゼ             | ウイング       | 1993年12月1日（25歳）  | 9        | Locomotive                       |
| ミリアン・モデバゼ           | ウイング       | 1997年10月27日（21歳） | 10       | RCアイア・クタイシ               |
| アレクサンドレ・トドゥア     | ウイング       | 1987年11月2日（31歳）  | 79       | バトゥミRC                       |
| ソソ・マティアシヴィリ       | フルバック     | 1993年1月27日（26歳）  | 19       | Lelo Saracens                    |

### ウルグアイ
8月30日現在
ヘッドコーチ:  エステバン・メネセス
| 選手                             | ポジション     | 誕生日 (年齢)          | キャップ | チーム                         |
| -------------------------------- | -------------- | ---------------------- | -------- | ------------------------------ |
| ファクンド・ガッタス             | フッカー       | 1995年7月2日（24歳）   | 30       | インドゥ・クルブ               |
| ヘルマン・ケスレル               | フッカー       | 1994年7月1日（25歳）   | 49       | Los Cuervos                    |
| ギジェルモ・プハーダス           | フッカー       | 1997年2月6日（22歳）   | 9        | Champagnat                     |
| ディエゴ・アルベロ               | プロップ       | 1992年7月26日（27歳）  | 5        | MVCC                           |
| フアン・エチェベリア             | プロップ       | 1991年10月9日（27歳）  | 51       | オースティン・エリート         |
| ホアキン・ファウンソロ           | プロップ       | 1998年9月12日（21歳）  | 1        | Los Cuervos                    |
| フアン・ロンビス                 | プロップ       | 1987年3月5日（32歳）   | 30       | Trébol de Paysandú             |
| マテオ・サンギネッティ           | プロップ       | 1992年7月26日（27歳）  | 63       | ヒューストン・セイバーキャッツ |
| イグナシオ・ドッティ             | ロック         | 1994年8月18日（25歳）  | 46       | ニューオーリンズ・ゴールド     |
| マヌエル・レインデカル           | ロック         | 1997年4月23日（22歳）  | 14       | オヨナ                         |
| ディエゴ・マグノ                 | ロック         | 1989年4月27日（30歳）  | 90       | ヒューストン・セイバーキャッツ |
| マヌエル・ディアナ               | バックロー     | 1996年3月4日（23歳）   | 22       | Old Christians                 |
| サンティアゴ・シベッタ           | バックロー     | 1998年2月28日（21歳）  | 5        | Darlington Mowden Park         |
| フランコ・ラマンナ               | バックロー     | 1991年10月5日（27歳）  | 44       | Old Boys                       |
| マヌエル・アルダオ               | バックロー     | 1998年9月9日（21歳）   | 4        | Old Christians                 |
| フアン・マヌエル・ガミナラ ()    | バックロー     | 1989年5月1日（30歳）   | 67       | Old Boys                       |
| アレハンドロ・ニエト             | バックロー     | 1988年1月7日（31歳）   | 69       | ヒューストン・セイバーキャッツ |
| フアン・ディエゴ・オルマエチェア | バックロー     | 1989年1月28日（30歳）  | 31       | Carrasco Polo                  |
| サンティアゴ・アラタ             | スクラムハーフ | 1996年9月2日（23歳）   | 39       | ヒューストン・セイバーキャッツ |
| トマス・インシアルテ             | スクラムハーフ | 1996年10月22日（22歳） | 14       | Old Christians                 |
| アグスティン・オルマエチェア     | スクラムハーフ | 1991年3月8日（28歳）   | 45       | Stade Montois                  |
| フェリペ・ベルチェシ             | フライハーフ   | 1991年4月12日（28歳）  | 32       | USダクス                       |
| フアン・マヌエル・カット         | フライハーフ   | 1996年9月6日（23歳）   | 31       | Old Boys                       |
| アグスティン・デラ・コルテ       | センター       | 1997年9月11日（22歳）  | 8        | Trébol de Paysandú             |
| ニコラス・フレイタス             | センター       | 1993年7月3日（26歳）   | 34       | Carrasco Polo                  |
| アンドレス・ビラセカ             | センター       | 1991年5月8日（28歳）   | 55       | オースティン・エリート         |
| フェデリコ・ファバロ             | ウイング       | 1991年5月19日（28歳）  | 30       | Old Christians                 |
| レアンドロ・レイバス             | ウイング       | 1988年7月6日（31歳）   | 74       | トロント・アローズ             |
| ロドリゴ・シルバ                 | ウイング       | 1992年11月2日（26歳）  | 57       | オースティン・エリート         |
| フェリペ・エチェベリ             | フルバック     | 1996年6月23日（23歳）  | 2        | Carrasco Polo                  |
| ガストン・ミエレス               | フルバック     | 1989年10月5日（29歳）  | 67       | トロント・アローズ             |

### ウェールズ
9月1日現在
1 9月24日、コリー・ヒルが離脱。ブラッドリー・デーヴィスが追加召集。
2 10月22日、ジョシュ・ナヴィディが離脱。オーウェン・レーンが追加召集
ヘッドコーチ:  ウォーレン・ガットランド
| 選手                          | ポジション     | 誕生日 (年齢)          | キャップ | チーム                   |
| ----------------------------- | -------------- | ---------------------- | -------- | ------------------------ |
| エリオット・ディー            | フッカー       | 1994年3月7日（25歳）   | 22       | ドラゴンズ               |
| ライアン・エリアス            | フッカー       | 1995年1月7日（24歳）   | 8        | スカーレッツ             |
| ケン・オーウェンズ            | フッカー       | 1987年1月3日（32歳）   | 67       | スカーレッツ             |
| リース・カレ                  | プロップ       | 1998年2月8日（21歳）   | 1        | サラセンズ               |
| トマス・フランシス            | プロップ       | 1992年4月27日（27歳）  | 43       | エクセター・チーフス     |
| ウィン・ジョーンズ            | プロップ       | 1992年2月26日（27歳）  | 15       | スカーレッツ             |
| ディロン・ルイス              | プロップ       | 1996年1月4日（23歳）   | 15       | カーディフ・ブルーズ     |
| ニッキー・スミス              | プロップ       | 1994年4月7日（25歳）   | 31       | オスプリーズ             |
| ジェイク・ボール              | ロック         | 1991年6月27日（28歳）  | 36       | スカーレッツ             |
| アダム・ビアード              | ロック         | 1996年1月7日（23歳）   | 16       | オスプリーズ             |
| ブラッドリー・デーヴィス1     | ロック         | 1987年1月9日（32歳）   | 64       | オスプリーズ             |
| コリー・ヒル1                 | ロック         | 1992年2月10日（27歳）  | 24       | ドラゴンズ               |
| アラン・ウィン・ジョーンズ () | ロック         | 1985年9月19日（34歳）  | 128      | オスプリーズ             |
| ジェームズ・デーヴィス        | バックロー     | 1990年10月25日（28歳） | 5        | スカーレッツ             |
| ロス・モリアーティ            | バックロー     | 1994年4月18日（25歳）  | 34       | ドラゴンズ               |
| ジョシュ・ナヴィディ2         | バックロー     | 1990年12月30日（28歳） | 19       | カーディフ・ブルーズ     |
| アーロン・シングラー          | バックロー     | 1987年8月7日（32歳）   | 20       | スカーレッツ             |
| ジャスティン・ティプリック    | バックロー     | 1989年8月6日（30歳）   | 66       | オスプリーズ             |
| アーロン・ウェインライト      | バックロー     | 1997年9月25日（21歳）  | 12       | ドラゴンズ               |
| アレッド・デーヴィス          | スクラムハーフ | 1992年7月19日（27歳）  | 19       | オスプリーズ             |
| ガレス・デーヴィス            | スクラムハーフ | 1990年8月18日（29歳）  | 44       | スカーレッツ             |
| トモス・ウィリアムズ          | スクラムハーフ | 1995年1月1日（24歳）   | 9        | カーディフ・ブルーズ     |
| ダン・ビガー                  | フライハーフ   | 1989年10月16日（29歳） | 73       | ノーサンプトン・セインツ |
| リース・パッチェル            | フライハーフ   | 1993年5月17日（26歳）  | 13       | スカーレッツ             |
| ジョナサン・デーヴィス        | センター       | 1988年4月5日（31歳）   | 76       | スカーレッツ             |
| ハドレー・パークス            | センター       | 1987年10月5日（31歳）  | 18       | スカーレッツ             |
| オーウェン・レーン            | センター       | 1996年10月12日（22歳） | 16       | オスプリーズ             |
| ジョシュ・アダムス            | ウイング       | 1995年4月21日（24歳）  | 14       | カーディフ・ブルーズ     |
| ハラム・エイモス              | ウイング       | 1994年9月24日（24歳）  | 20       | カーディフ・ブルーズ     |
| オーウェン・レーン2           | ウイング       | 1997年12月20日（21歳） | 1        | カーディフ・ブルーズ     |
| ジョージ・ノース              | ウイング       | 1992年4月13日（27歳）  | 86       | オスプリーズ             |
| リー・ハーフペニー            | フルバック     | 1988年12月22日（30歳） | 82       | スカーレッツ             |
| リアム・ウィリアムズ          | フルバック     | 1991年4月9日（28歳）   | 58       | サラセンズ               |

## 統計

### クラブ別の代表選手
| 選手数 | クラブ                                                     |
| ------ | ---------------------------------------------------------- |
| 26     | ハグアレス                                                 |
| 20     | ウェルウィッチアス                                         |
| 16     | ベネットン, グラスゴー・ウォリアーズ                       |
| 15     | サラセンズ                                                 |
| 14     | レンスター                                                 |
| 13     | スカーレッツ                                               |
| 12     | クルセイダーズ, マンスター                                 |
| 11     | エディンバラ                                               |
| 10     | クレルモン, クラスニヤール, ラシン92, トゥールーズ, ゼブレ |
| 9      | ブランビーズ, レベルズ, オスプリーズ, トロント・アローズ   |

### リーグ別の代表選手
| リーグ                         | 選手数 | パーセント |
| ------------------------------ | ------ | ---------- |
| 合計                           | 620    | —          |
| プロ14                         | 118    | 19.0%      |
| スーパーラグビー               | 118    | 19.0%      |
| トップ14                       | 78     | 12.5%      |
| プレミアシップ・ラグビー       | 74     | 11.9%      |
| メジャーリーグラグビー         | 37     | 5.9%       |
| トップリーグ                   | 32     | 5.1%       |
| ラグビープレミアリーグ         | 31     | 5.0%       |
| ナミビア *                     | 20     | 3.2%       |
| カンペオナート・ウルグアージョ | 16     | 2.5%       |
| プロD2                         | 16     | 2.5%       |
| RFUチャンピオンシップ          | 13     | 2.0%       |
| グローバルラピッドラグビー     | 10     | 1.6%       |
| ディディ10                     | 9      | 1.5%       |
| その他                         | 28     | 4.5%       |
| 無所属                         | 20     | 3.2%       |

### 国別の代表選手
| 国名             | 選手数 | パーセント | その他 代表チーム |
| ---------------- | ------ | ---------- | ----------------- |
| 合計             | 620    | —          | —                 |
| アルゼンチン     | 29     | 4.7%       | 1                 |
| オーストラリア   | 38     | 6.1%       | 8                 |
| カナダ           | 13     | 2.1%       | 2                 |
| イングランド     | 88     | 14.2%      | 57                |
| フィジー         | 4      | 0.7%       | —                 |
| フランス         | 96     | 15.5%      | 65                |
| ジョージア       | 9      | 1.5%       | —                 |
| アイルランド     | 31     | 5.0%       | —                 |
| イタリア         | 26     | 4.2%       | 1                 |
| 日本             | 34     | 5.4%       | 3                 |
| ナミビア         | 20     | 3.2%       | —                 |
| ニュージーランド | 41     | 6.6%       | 10                |
| ロシア           | 31     | 5.0%       | 2                 |
| サモア           | 3      | 0.3%       | —                 |
| スコットランド   | 28     | 4.5%       | 5                 |
| 南アフリカ       | 28     | 3.8%       | 4                 |
| アメリカ合衆国   | 28     | 4.5%       | 18                |
| ウルグアイ       | 16     | 2.6%       | —                 |
| ウェールズ       | 32     | 5.2%       | 5                 |
| その他           | 5      | 0.0%       | 3                 |
| 無所属           | 20     | 2.9%       | —                 |

### 最年長選手・最年少選手
| 国名             | Avg. Age | 最年長選手                                        | 最年少選手                                  |
| ---------------- | -------- | ------------------------------------------------- | ------------------------------------------- |
| アルゼンチン     | 27       | フアン・マヌエル・レギサモン (36 years, 106 days) | マイコ・ビバス (21 years, 109 days)         |
| オーストラリア   | 27       | アダム・アシュリー＝クーパー (35 years, 177 days) | ジョーダン・ペタイア (19 years, 198 days)   |
| カナダ           | 28       | ヒューバート・バイデンス (37 years, 258 days)     | コール・キース (22 years, 135 days)         |
| イングランド     | 27       | ウィリー・ハインツ (32 years, 300 days)           | トム・カリー (21 years, 97 days)            |
| フィジー         | 28       | ヴェレニキ・ゴネヴァ (35 years, 168 days)         | トゥベレ・ブンガコト (21 years, 265 days)   |
| フランス         | 27       | ルイ・ピカモール (33 years, 227 days)             | ロマン・ヌタマック (20 years, 142 days)     |
| ジョージア       | 27       | シャルヴァ・スティアシヴィリ (35 years, 239 days) | ヴァノ・カルカゼ (19 years, 87 days)        |
| アイルランド     | 28       | ローリー・ベスト (37 years, 36 days)              | ジョーダン・ラーマー (22 years, 102 days)   |
| イタリア         | 28       | セルジオ・パリセ (36 years, 8 days)               | マルコ・リッチョーニ (21 years, 1 day)      |
| 日本             | 29       | トンプソンルーク (38 years, 257 days)             | アタアタ・モエアキオラ (23 years, 225 days) |
| ナミビア         | 26       | PJ・ヴァンリー (35 years, 290 days)               | プリンス・ガオセブ (21 years, 75 days)      |
| ニュージーランド | 27       | ソニー・ビル・ウィリアムズ (34 years, 48 days)    | リーコ・イオアネ (22 years 188 days)        |
| ロシア           | 29       | アンドリー・ガルブゾフ (36 years, 44 days)        | ボグダン・フェドトコ (24 years, 363 days)   |
| サモア           | 31       | トゥシ・ピシ (37 years, 94 days)                  | メラニ・マタヴァオ (23 years, 305 days)     |
| スコットランド   | 27       | グレイグ・レイドロー (33 years, 343 days)         | ダーシー・グレアム (22 years, 91 days)      |
| 南アフリカ共和国 | 28       | スカルク・ブリッツ (38 years, 127 days)           | ハーシェル・ヤンチース (23 years, 151 days) |
| トンガ           | 29       | カート・モラス (34 years, 311 days)               | シウア・マイレ (22 years, 214 days)         |
| アメリカ合衆国   | 27       | オリーブ・キリフィ (32 years, 357 days)           | デイビッド・アイヌウ (19 years, 304 days)   |
| ウルグアイ       | 26       | フアン・ロンビス (32 years, 199 days)             | ヘルマン・ケスレル (21 years, 79 days)      |
| ウェールズ       | 27       | アラン・ウィン・ジョーンズ (34 years, 1 day)      | リース・カレ (21 years, 224 days)           |

### 代表キャップ数
| 国名             | キャップ | 最多キャップ選手                      | 最低キャップ選手                                |
| ---------------- | -------- | ------------------------------------- | ----------------------------------------------- |
| オーストラリア   | 1421     | アダム・アシュリー＝クーパー (119)    | ジョーダン・ペタイア (0)                        |
| ジョージア       | 1370     | ダヴィト・カチャラヴァ (116)          | ヴァノ・カルカゼ (3)                            |
| ニュージーランド | 1220     | キーラン・リード (122)                | アトゥナイサ・モリ (2) ブラッド・ウェバー (2)   |
| アイルランド     | 1142     | ローリー・ベスト (120)                | ジーン・クライン (3)                            |
| アルゼンチン     | 1120     | フアン・マヌエル・レギサモン (86)     | サンティアゴ・カレラス (1) ルーカス・メンサ (1) |
| ウルグアイ       | 1118     | ディエゴ・マグノ (90)                 | ホアキン・フアンソロ (1)                        |
| ウェールズ       | 1089     | アラン・ウィン・ジョーンズ (128)      | リース・カレ (1)                                |
| イングランド     | 1074     | ダン・コール (89) ベン・ヤングス (89) | ルーリー・マコノキー (1)                        |
| 南アフリカ共和国 | 1054     | テンダイ・ムタワリラ (111)            | ハーシェル・ヤンチース (4) クワッガ・スミス (4) |
| ロシア           | 1032     | ユーリ・クシュナレフ (109)            | キリル・ゴトフツェフ (4)                        |
| イタリア         | 1002     | セルジオ・パリセ (140)                | コーラム・ブラレィ (3)                          |
| スコットランド   | 923      | ジョン・バークリー (74)               | ブレイド・トムソン (2)                          |
| カナダ           | 889      | キアラン・ハーン (80)                 | アンドリュー・クワトリン (3)                    |
| フランス         | 807      | ルイ・ピカモール (79)                 | ペアト・モーヴァカ (1)                          |
| 日本             | 705      | 田中史朗 (70)                         | 北出卓也 (1)                                    |
| アメリカ合衆国   | 678      | ブレイン・スカリー (50)               | ベン・ピンケルマン (2)                          |
| フィジー         | 651      | キャンピージ・マアフ (58)             | フィリポ・ナコシ (1)                            |
| ナミビア         | 614      | ユージン・ヤンチース (67)             | PJ・ウォルターズ (0)                            |
| トンガ           | 439      | シアレ・ピウタウ (39)                 | シウア・マイレ (1)                              |
| サモア           | 434      | トゥシ・ピシ (38)                     | マイケル・アラアラトア (1)                      |

### 過去のW杯経験

#### 通算出場試合数
| 選手                         | RWC Matches |
| ---------------------------- | ----------- |
| アダム・アシュリー＝クーパー | 17          |
| アラン・ウィン・ジョーンズ   | 15          |
| フアン・マヌエル・レギサモン | 14          |
| サム・ホワイトロック         | 14          |
| ソニー・ビル・ウィリアムズ   | 14          |
| セコペ・ケプ                 | 13          |
| セルジオ・パリセ             | 13          |
| ロブ・シモンズ               | 13          |
| ジェイムス・スリッパー       | 13          |
| カートリー・ビール           | 12          |
| ウィル・ゲニア               | 12          |
| DTH・ファン・デル・メルヴァ  | 12          |
| ローリー・ベスト             | 11          |
| アグスティン・クレービー     | 11          |
| マムカ・ゴルゴゼ             | 11          |
| ユージン・ヤンチース         | 11          |
| テンダイ・ムタワリラ         | 11          |
| ジョージ・ノース             | 11          |
| キーラン・リード             | 11          |
| フランソワ・ステイン         | 11          |
| キース・アールズ             | 10          |
| ダヴィト・カチャラヴァ       | 10          |
| フランソワ・ロウ             | 10          |
| デビッド・ポーコック         | 10          |
| トンプソンルーク             | 10          |

#### W杯出場回数
| 選手                         | World Cups |
| ---------------------------- | ---------- |
| セルジオ・パリセ             | 4          |
| アダム・アシュリー＝クーパー | 3          |
| ローリー・ベスト             | 3          |
| レオナルド・ギラルディーニ   | 3          |
| マムカ・ゴルゴゼ             | 3          |
| ユージン・ヤンチース         | 3          |
| アラン・ウィン・ジョーンズ   | 3          |
| ダヴィト・カチャラヴァ       | 3          |
| フアン・マヌエル・レギサモン | 3          |
| トンプソンルーク             | 3          |
| DTH・ファン・デル・メルヴァ  | 3          |
| アレッサンドロ・ザンニ       | 3          |